# Étinehem-Méricourt
Étinehem-Méricourt es una comuna nueva francesa situada en el departamento de Somme, de la región de Alta Francia.

## Historia
Fue creada el 1 de enero de 2017, en aplicación de una resolución del prefecto de Somme de 11 de julio de 2016 con la unión de las comunas de Étinehem y Méricourt-sur-Somme, pasando a estar el ayuntamiento en la antigua comuna de Étinehem.

## Demografía
| Gráfica de evolución demográfica de Étinehem-Méricourt entre 1800 y 2013 |
|                                                                          |

Los datos entre 1800 y 2013 son el resultado de sumar los parciales de las dos comunas que forman la nueva comuna de Étinehem-Méricourt, cuyos datos se han cogido de 1800 a 1999, para las comunas de Étinehem y Méricourt-sur-Somme de la página francesa EHESS/Cassini. Los demás datos se han cogido de la página del INSEE.

## Composición
| Comuna delegada     | Código INSEE | Población (2013) | Superficie (km²) | Densidad (hab./km²) |
| ------------------- | ------------ | ---------------- | ---------------- | ------------------- |
| Étinehem            | 80295        | 383              | 11.08            | 35                  |
| Méricourt-sur-Somme | 80532        | 206              | 7.14             | 29                  |